# Мирошников, Борис Николаевич
Борис Николаевич Мирошников (род. 12 октября 1950, Туркменская ССР, СССР) — советский и российский деятель органов государственной безопасности и органов внутренних дел. Начальник Бюро специальных технических мероприятий МВД России с 2002 по 28 января 2011.
Член-корреспондент Российской инженерной академии. Кандидат юридических наук. Генерал-лейтенант. Генерал-полковник милиции (2009).

## Биография
Родился 12 октября 1950 в Туркменской ССР.
В 1973 окончил Московское высшее техническое училище имени Н. Э. Баумана. Окончил Академию Федеральной службы безопасности России. Кандидат юридических наук.
В течение 25 лет работал в структурах госбезопасности, занимался разработкой и внедрением в оперативную практику новых методов оперативно-розыскной деятельности, информационно-аналитической работы. Занимал пост заместителя начальника Управления контрразведывательных операций ФСБ России. Участвовал в формировании системы подготовки специалистов соответствующего профиля, преподавал в Университете и Академии управления МВД, Академии ФСБ, МВТУ имени Баумана и МИФИ. Владеет английским языком.
В 1996 курировал разработку дипломата Платона Обухова, обвинявшегося в шпионаже в пользу Великобритании.
Создавал с нуля и руководил управлением компьютерной и информационной безопасности Департамента контрразведки ФСБ России.
С 2002 по 28 января 2011 — начальник Бюро специальных технических мероприятий МВД России. Отправлен в отставку с достижением предельного возраста для нахождения на государственной службе. Бизнесмен, бывший совладелец «Евросети» Евгений Чичваркин считает, что «генерала могли уволить в связи с оправданием бывших сотрудников компании судами и прекращением уголовного преследования самого предпринимателя». В пресс-службе МВД России официально комментировать решение главы государства отказались, сообщив, что генерал, которому исполнилось 60 лет, просто вышел на пенсию.
Указом Президента Российской Федерации в 2009 присвоено специальное звание «генерал-полковник милиции».
После отставки занялся предпринимательской деятельностью. Работал советником гендиректора платежного сервиса «CyberPlat». C 2017 — вице-президент холдинга «Цитадель». Его деятельность там связана с защитой критической информационной инфраструктуры.

## Награды
- Имеет многочисленные ведомственные медали
- Почётный сотрудник госбезопасности
- Орден «За военные заслуги»
- Орден «За заслуги перед Отечеством» III и IV степеней